# Santa Maria Immacolata delle Grazie
Die Kirche Santa Maria Immacolata delle Grazie befindet sich in der Viale Papa Giovanni XXIII von Bergamo, in der Nähe der Propyläen, die auch Barriera delle Grazie genannt werden. Es ist das erste Gotteshaus, auf das der Besucher bei seiner Ankunft vom Bahnhof aus stößt.

## Geschichte
Bernhardin von Siena weilte 1419 zum zweiten Mal als Gast im Kloster des Heiligen Franziskus in Bergamo und wollte mit seiner Predigt die Fehden, welche die Ghibellinen und Guelfen der Stadt spalteten, aus der Welt schaffen. Es war Pietro Ondei aus Alzano Lombardo, der dem Heiligen unter dem Eindruck seiner Predigt ein Stück Land für den Bau einer Kirche und eines Klosters für die Franziskaner schenkte. Die Kirche wurde am 27. April 1422 in der Nähe des Prato Sant’Alessandro und Muraine  von Bischof Francesco Aregazzi über einem bereits bestehenden, der Carità oder vielleicht der Heiligen Margherita gewidmeten Gotteshaus gegründet, um die erreichte Versöhnung zu bestätigen.
Das Projekt der städtischen Umgestaltung im 19. Jahrhundert sah den Bau einer großen Allee, der Viale Papa Giovanni XXIII, vor, die den österreichisch-ungarischen Bahnhof mit der Porta Sant’Agostino, einem der Eingänge zum oberen Teil der Stadt, verbindet. Aus diesem Grund wurde das Kloster 1810 aufgehoben, die Kirche 1856 abgetragen und dann an einem leicht versetzten Ort wieder aufgebaut.
Die alte Basilika war der Madonna delle Grazie geweiht, aber mit der dogmatischen Verkündigung der Unbefleckten Empfängnis am 8. Dezember 1854 wollte der Bischof von Bergamo, Pietro Luigi Speranza, die Verehrung in der neuen Kirche integrieren, indem er sie in Maria Immacolata delle Grazie umbenannte und sie mit der Proklamation vom 7. Dezember 1878 zu einer Propsteikirche und einem Heiligtum machte.
Die neue Kirche wurde zwischen 1857 und 1875 nach einem Projekt des Architekten Antonio Preda erbaut, dem es gelang, ein wichtiges Gebäude zu schaffen, das sich gut in die neue architektonische Situation einfügt. Die in der Kirche vorhandenen Kunstwerke wurden gerettet, aber nicht alle wurden in die neue verlegt, das Polyptychon von Vincenzo Foppa befindet sich in der Pinacoteca di Brera.
Die alten Räume wurden zunächst zu einem Heim für Kranke und alte Menschen, und erst 1928 wurde das Gebäude zum Hauptsitz der Credito Bergamasco. Von den vier Kreuzgängen bleiben zwei übrig, von denen einer nicht zugänglich ist und Teil des angrenzenden Bankgebäudes ist.

### Wunder des Freskos vom Heiligen Jesus
In der Nähe des Klosters befand sich eine mit Fresken verzierte Kapelle. Auf der Außenmauer befand sich ein Fresko von Christus, der bei der Besteigung des Kalvarienbergs unter der Last des Kreuzes fällt. Am 30. April 1544 sagten einige Zeugen, sie hätten gesehen, wie das Bild Blut schwitzte und am 5. April 1575 haben sich die Blutungen wiederholt. In dieser Zeit war Karl Borromäus auf dem Gebiet von Bergamo anwesend und hat das Wunder anerkannt. Am 15. September 1608 sahen einige junge Männer wieder der Christus vom Fresko aufstand und das Kreuz von der linken zur rechten Schulter schob und wieder Blut schwitzte. Sie sahen wie sein Umhang die Farbe von blau und rot zu weiß mit goldenen Rändern änderte. Auf seinem Körper erschienen die Zeichen der Passion und Bild des Kreuz tragenden Christus verklärte sich zum auferstandenen Herrn.
In der Kapelle in der Nähe der alten Kirche befanden sich zwei Fresken, von denen eines in die dem Heiligen Jesus geweihte Kapelle über dem von Caterina Caniana gefertigten Holzaltar verlegt wurde. Das zweite, das Kreuz tragende Christus, ein Werk von Castello Giovanni Battista befand sich über dem Eisentor das zum Altar der zerstörten Kapelle des Heiligen führte und nach der Abnahme von der Congregazione di Carità aufbewahrt wurde, die es 1878 an die Accademia Carrara übergab.

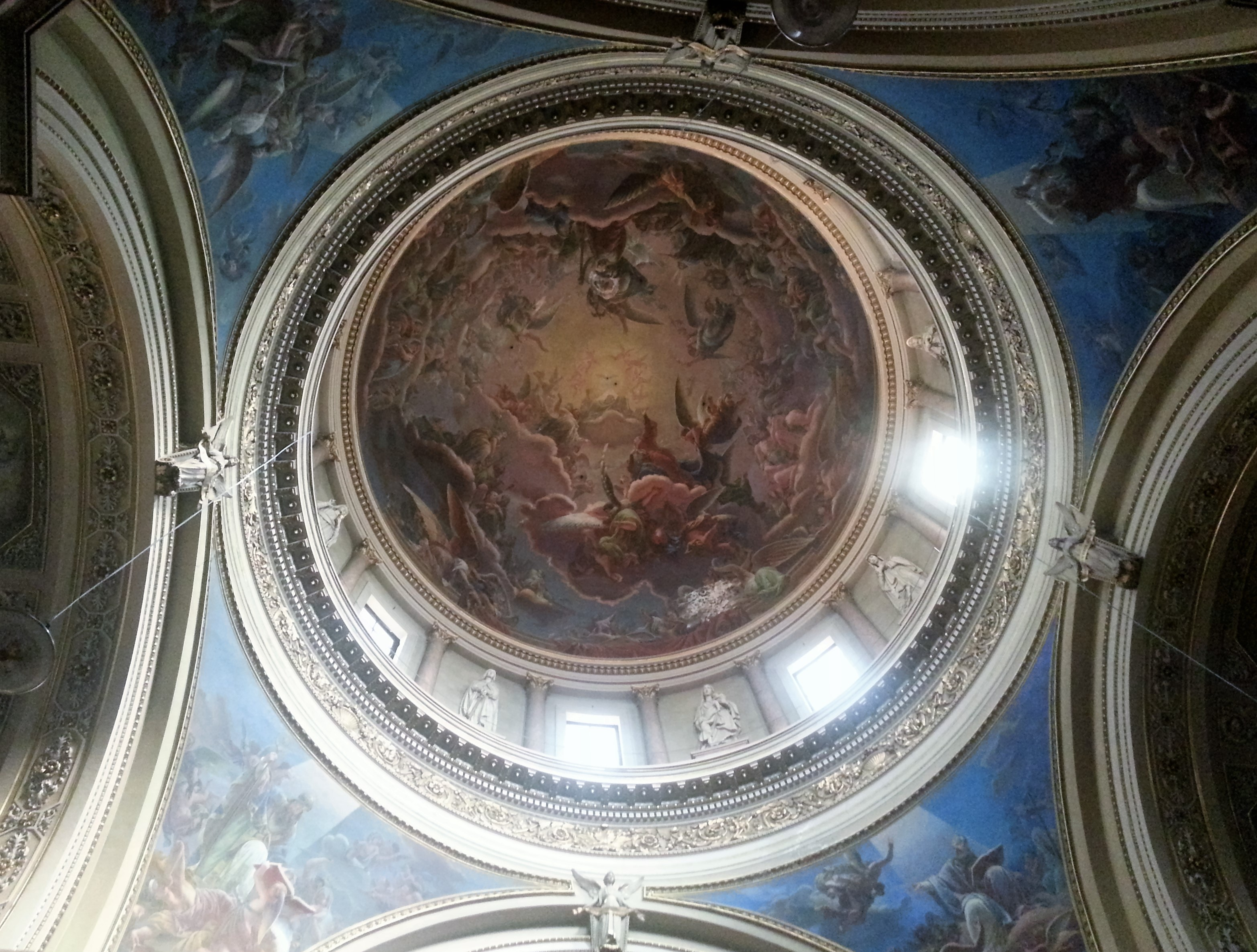
Chiesa Santa Maria Immacolata delle Grazie. Kuppel

Als die Kirche 1889 abgetragen wurde, wurde auch die nahe gelegene Kapelle des Heiligen Jesus zerstört, das Fresko wurde abgenommen und in die neue, 1875 geweihte Kirche, verlegt.
Papst Johannes XXIII. führte in den Jahren, in denen er Militärkaplan war, die ersten Forschungen über die Geschichte des Freskos und des alten Klosters durchführte.
In der Kirche wird alle vierzehn Tage eine Messe zum Gedenken an das Wunder gefeiert und jedes Jahr wird am 15. September ein Fest gefeiert.
Die Blutungen und die damit verbundenen Wunder wurden von Pater Francesco Gonzaga, Autor des 1587 veröffentlichten Werkes „Dell’origine della serafica osservanza francescana“, und dem Minister von Mantua Candido Brugnoli, gleichzeitig Theologieprofessor, der im 1609 geschriebenen Werk „L’immagine del Re supremo“ den Wundern einen Abschnitt mit dem Titel „Le virtù miracolose della Croce“ widmete, dokumentiert.

## Beschreibung
Die neoklassizistische Kirche im hat die Form eines griechischen Kreuz. Der Tambour ist in ein Peristyl mit sechzehn Säulen unterteilt und wird von der großen Kuppel überragt, die von Enrico Scuri von 1865 bis 1868 mit der Herrlichkeit Mariens geschmückt wurde. Die Arbeit erfolgte unter Mitwirkung anderer Künstler, darunter Luigi Galizzi, der die Verkündigung, die Heimsuchung und die Blumen streuenden Engel schuf. Antonio Guadagnini wurde mit den einander gegenüberliegenden Medaillons auf dem Bogen des Atriums betraut: die Geburt und die Vermählung Mariens.

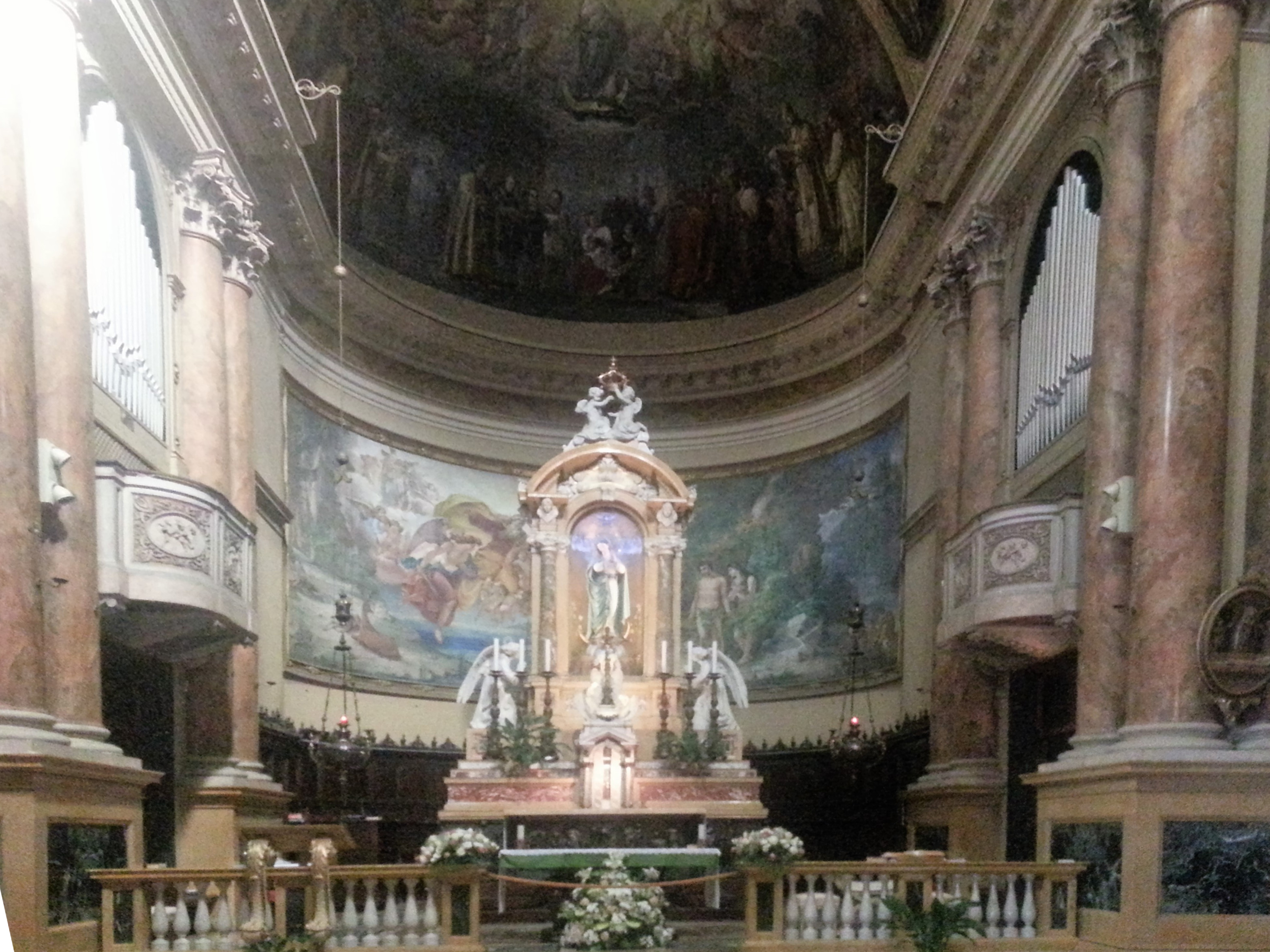
Absis Santa Maria Immacolata delle Grazie

Die Apsis ist mit einem Fresko von Giovanni Battista Epis bemalt, auf dem Papst Pius IX. das Dogma der Unbefleckten Empfängnis verkündet, während der 1907 von Angelo Roncalli geweihte Hochaltar die biblischen Heldinnen von den Brüdern Cesare und Andrea Paleni darstellt.
Auf dem Weg von der Kapelle zur Sakristei ist der Freskenzyklus für die Dreifaltigkeitskapelle von Jacopino Scipioni aus dem frühen 16. Jahrhundert zu sehen. Ein Beweis dafür ist die notarielle Urkunde vom 12. August 1507, in der die Höhe der Zahlung für die Ausführung der Arbeiten durch die Auftraggeber Cassotti de’ Mazzoleni festgelegt wurde. Die Fresken wurden 1857 aus der Kirche entfernt und von dem Rechtsanwalt Giuseppe Maria Bonomi gekauft, der sie nach Vertova in die ehemalige Kirche des Kapuzinerklosters brachte, das er in eine Residenz umwandelte. Der Gemäldezyklus stellt die Geschichte des heiligen Franziskus dar. Die Provinz Bergamo kaufte sie 2003 und gab sie an die Kirche zurück. Die Restaurierung der Fresken ermöglichte die Rekonstruktion der Dreifaltigkeitskapelle, die zusammen mit der Kirche zerstört wurde. Der Raum mit quadratischem Grundriss war auf jeder Seite fünf Meter lang mit einer achteckigen Schirmdecke, mit drei Lünetten auf jeder Seite und unter den entsprechenden Quadraten, die in zwei Ordnungen unterteilt waren, wo in gotischer Schrift eine Schriftrolle das Gemälde erklärt, das den Zyklus der Geschichten des heiligen Franziskus darstellt.

## Notiz
1. ↑  Die Auftraggeber bezahlten auch die Realisierung des Altarbildes Cristo trasfigurato von Andrea Previtali, das zu den in der Kirche und jetzt in Brera vorhandenen Werken gehört, während sie auf dem Gemälde Madonna Casotti in der Accademia Carrara abgebildet sind Madonna Casotti. Abgerufen am 17. Februar 2020 (italienisch).